# Юсуф (колак Вадаї)
Юсуф I (д/н — 1898) — 14-й колак (правитель) султанату Вадаї в 1874–1898 роках.

## Життєпис
Походив з династії Аль-Аббасі. Старший син колака Алі I. Брав участь у батьківських походах. 1874 року успадкував трон. Спрямував зусилля на захист існуючих володінь. Значну загрозу вбачав в Махдійській державі в Судані та втручанні європейських держав.
Надав значну підтримку суфійському тарикату (братству) Сенуссі, допомігши тому затвердитися в Куфрі, важливому центрі транссахарської торгівлі. При цьому сенуссіти допомагали захищати обхідний караванних шлях в обхід Махдійської держави до Бенгазі в Киренаїці.
1880 року почалися сутички з Рабіхом аз-Зубайром, що утворив на південь від Вадаї власну невеличку державу. Вправно використовував конфлікти між махдістами й рабіхом. 1885 року виступив проти Буркоманди IV, мбанго Багірмі, який ставав все більш незалежним. Повалив того, поставивши на трон Гауранга II, який тривалий час виховувався при дворі Вадаї. У 1887—1888 роках завдав поразки Рабіху аз-Зубайрі. Невдовзі почав війну проти Хашима, шеху Борну, але не досяг успіху.
1890 року остаточно переніс столицю до Абеше. Сприяв розвитку торгівлі, сільського господарства і ремісництва. За свідченням сучасників в цей час в середині Вадаї панував мир й добробут.
Водночас Рабіх захопив султанат Дар-Рунга, васала Вадая. Спроба відвоювати його була марною. Натомість рабіх захопив області Банга Нгао і Гула. У відповідь Юсуф налаштовував Гауранга II атакувати Рабіха. Проте мбанго 1894 року зазнав поразки, втративши свою державу.
В результаті Юсуф опинився в складній ситуації, коли на заході та півдні панував Рабіх аз-Зубайр, а на сході — Махдійська держава. Втім останню 1898 року було знищено британцями. Натомість вони відновили Дарфурський султанат. Своєю чергою французи готувалися до кампанії проти Рабіха. В розпал цих подій Юсуф помер. Трон перейшов до його брата Ібрагіма I.